# Kryptolebias
Kryptolebias (лат.) — род лучепёрых рыб отряда карпозубообразных. В основном родом из тёплых регионов Южной Америки, но с одним видом (K. marmoratus), найденным на севере через Карибский регион до побережья Мексиканского залива в Соединенных Штатах. Это маленькие рыбки, до 7,5 см в длину. Род изначально назывался Cryptolebias, но это название было занято родом ископаемых рыб.

## Виды
В настоящее время в этом роде насчитывается 8 признанных видов:
- Kryptolebias brasiliensis Valenciennes, 1821
- Kryptolebias campelloi W. J. E. M. Costa, 1990
- Kryptolebias caudomarginatus Seegers, 1984
- Kryptolebias gracilis W. J. E. M. Costa, 2007
- Kryptolebias hermaphroditus W. J. E. M. Costa, 2011
- Kryptolebias marmoratus Poey, 1880
- Kryptolebias ocellatus R. F. Hensel, 1868
- Kryptolebias sepia Vermeulen & Hrbek, 2005